# New Mon State Party-Anti Dictatorship

Flagge der New Mon State Party

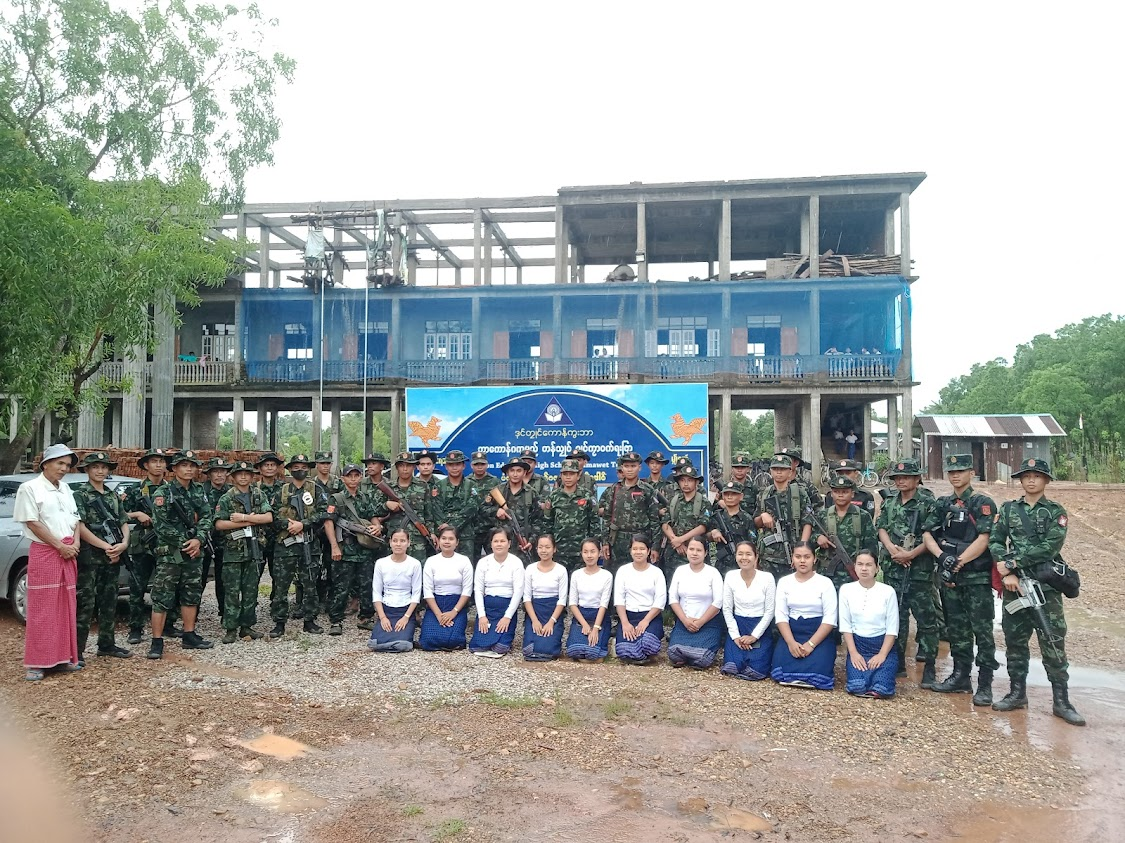
Soldaten der MNLA, des bewaffneten Arms der NMSP. Wie viele Einheiten den bewaffneten Kampf aufnehmen, war 2024 unklar.

Die New Mon State Party-Anti Dictatorship (NMSP-AD) ist eine ethnische Organisation in Myanmar. Die NMSP-AD setzt sich für die Autonomie bzw. Unabhängigkeit der ethnischen Gruppe der Mon im Land ein.

## Geschichte
Die NMSP-AD wurde am 14. Februar 2024 gegründet, nachdem die Mehrheit der Parteispitze der New Mon State Party (NMSP) sich geweigert hatte, die geschlossenen Waffenstillstandsverträge mit der Zentralregierung zu brechen und den Kampf gegen das State Administration Council (SAC) aufzunehmen. Das SAC kam nach einem Militärputsch am 1. Februar 2021 in Myanmar an die Macht. Die NMSP-AD wurde von Nai Zeya, dem ehemaligen Generalsekretär der NMSP, und Salun Htaw, dem ehemaligen stellvertretenden Oberbefehlshaber der Mon National Liberation Army (MNLA), gegründet. Die NMSP und die MNLA verwalten autonom einige Gebiete im Mon-Staat an der Grenze zu Thailand, die sie nach dem Nationaler Waffenstillstandsvertrag und vorherigen Verträgen von der Zentralregierung zugesprochen bekommen haben. Die NMSP-AC schloss Kämpfe mit der NMSP aus und erklärte, nur in Gebieten aktiv zu werden, die nicht von der NMSP und deren MNLA-Einheiten kontrolliert werden. Die NMSP-AD würde zusammen mit Einheiten der Karen National Liberation Army (KNLA) gegen die Tadmadaw kämpfen.

## Ausrichtung
Nach einer Konferenz am 1. April 2024 veröffentlichte die NMSP-AC ein eigenes Programm. Dort lehnt sie Diktaturen ab und fordert einen autonomen Mon-Staat innerhalb eines künftigen föderativen Myanmar. Eine Zusammenarbeit mit der Exilregierung der (National Unity Government, NUG) wurde laut Erklärung angestrebt.